# Mark Hunter (Ruderer)

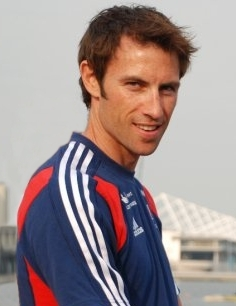
Mark Hunter 2011

Mark John Hunter MBE (* 1. Juli 1978 in Forest Gate) ist ein britischer Ruderer, der 2008 olympisches Gold im Leichtgewichts-Doppelzweier gewann.
Hunter begann mit 14 Jahren mit dem Rudersport. 1995 trat er bei den Junioren-Weltmeisterschaften an und gewann das B-Finale. Bis 1999 war er als Skuller bei Junioren- und U23-Weltmeisterschaften aktiv, erreichte aber kein A-Finale. 2001 wechselte er zum Riemenrudern. Mit dem Leichtgewichts-Achter wurde er Weltmeisterschaftsfünfter 2001. In den nächsten Jahren erreichte er kein A-Finale mehr. Bei den Olympischen Spielen 2004 fuhr er mit dem Vierer ohne Steuermann ins C-Finale und belegte den 13. Platz.
2005 wechselte Hunter zurück zu den Skullern und zusammen mit James Lindsay–Fynn erreichte er im Doppelzweier bei Weltcups Platzierungen unter den besten drei. Bei den Weltmeisterschaften 2005 mit Rang sieben und 2006 mit Rang acht reichte es aber erneut nicht für eine Finalteilnahme. 2007 wechselte der Einer-Ruderer Zac Purchase zu Hunter in den Doppelzweier. Im Weltcup wurde das neue Boot zweimal Zweiter und einmal Dritter. Bei den Weltmeisterschaften in München gewannen die beiden die Bronzemedaille, es war nach dreizehn Jahren Hunters erste internationale Medaille. In der Weltcupsaison 2008 dominierten die beiden Briten und gewannen alle drei Veranstaltungen. Auch bei den Olympischen Spielen 2008 gelang den beiden ein sicherer Sieg. Nach einem Jahr Pause kehrten die beiden 2010 zurück, nach einem Weltcupsieg in München und einem fünften Platz in Luzern gewannen die beiden bei den Weltmeisterschaften in Neuseeland. Ihren Titel konnten sie 2011 in Bled erfolgreich verteidigen. Bei den Olympischen Spielen 2012 unterlagen die beiden Engländer den Dänen Mads Rasmussen und Rasmus Quist und erhielten die Silbermedaille.
Mark Hunter ist ausgebildeter Fährmeister auf der Themse.